# Charles Monck, 4. Viscount Monck

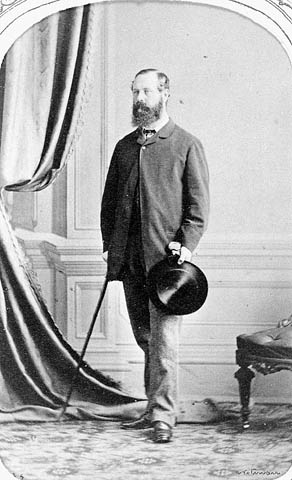
Charles Monck, 4. Viscount Monck (1868)

Charles Stanley Monck, 4. Viscount Monck GCMG PC (* 10. Oktober 1819 in Templemore, County Tipperary, Irland; † 29. November 1894 in Enniskerry, County Wicklow, Irland) war ein britischer Kolonialadministrator, letzter Gouverneur der Provinz Kanada und erster Generalgouverneur Kanadas.
Am 1. Januar 1974 ehrte die kanadische Regierung Monck dadurch, dass sie ihn zu einer „Person von nationaler historischer Bedeutung“ erklärte.

## Biografie
1848 kandidierte er für die Liberal Party erfolglos für einen Sitz im Unterhaus (House of Commons) im Wahlkreis Wicklow. Nach dem Tode seines Vaters erbte er 1849 dessen Titel als 4. Viscount Monck, of Ballytrammon in the County of Wexford, sowie 4. Baron Monck, of Ballytrammon in the County of Wexford, in der Peerage of Ireland.
1852 wurde er dann zum Mitglied in das Unterhaus gewählt und vertrat dort bis zu seiner Wahlniederlage bei den Unterhauswahlen 1859 den Wahlkreis Portsmouth. Während dieser Zeit war er zwischen 1855 und 1858 auch Junior Lord of the Treasury während der Amtszeit von Premierminister Henry John Temple, 3. Viscount Palmerston. Nach seiner Wahlniederlage 1859 entschloss er sich, sich aus der aktiven Politik zurückzuziehen.
Am 25. Oktober 1861 wurde er zum Gouverneur der Provinz Kanada ernannt, die zu dem Zeitpunkt aus Ontario und Québec bestand. Dabei wurde er bekannt durch seine Gewandtheit, die britische sowie kanadische Einbeziehung in den zwischen 1861 und 1865 stattfindenden Amerikanischen Bürgerkrieg zu vermeiden. Darüber hinaus war er in führender Rolle an der Vorbereitung der Kanadischen Konföderation beteiligt. Für diese Verdienste erhob ihn Königin Victoria als 1. Baron Monck, of Ballytrammon in the County of Wexford, 1866 auch in die Peerage of the United Kingdom. Im Gegensatz zu seinen irischen Titeln war dieser mit einem Sitz im britischen Oberhauses (House of Lords) verbunden.
Mit dem offiziellen Beginn der Kanadischen Konföderation am 1. Juli 1867 wurde er erster Generalgouverneur des „Dominion of Canada“ und bekleidete dieses Amt bis zum 14. November 1868.
Im Anschluss kehrte er nach Irland zurück und empfing als Knight Grand Cross die Ritterwürde des Order of St. Michael and St. George. Darüber hinaus wurde er 1869 in den Privy Council berufen und damit in den Kronrat von Queen Victoria. Zuletzt war er zwischen 1874 und 1892 Lord Lieutenant des County Dublin.